# 皱纹圆鲀
皱纹圆鲀（学名：Sphoeroides pachygaster），又名圓魨、縱褶河魨、密溝圓魨，为鲀科圆鲀属的鱼类。分布于三大洋暖水海域，包括东海等海域。该物种的模式产地在巴巴多斯。